# Route nationale 77 (Grèce)
Pour les articles homonymes, voir Route nationale 77.
La route nationale 77 (en grec moderne : Εθνική Οδός 77, Ethnikí Odós 77, en abrégé EO77) est une route nationale dans l'île d'Eubée en Grèce. 

## Description
La route nationale 77 s'étend de Chalcis à Edipsós en traversant Aghía Ánna et Istiaía.
Elle a une longueur de 143 kilomètres.

## Tracé
| Route  | Agglomérations lieux | Carte interactive |
| ------ | -------------------- | ----------------- |
| 0 km   | Chalcis              | Route EO77        |
|        | Prokópi              | Route EO77        |
|        | Istiaía              | Route EO77        |
|        | Oraioi               | Route EO77        |
|        | Kamária              | Route EO77        |
| 143 km | Edipsós              | Route EO77        |

## Galerie

La route près de Psachná.